# Тананика, Евгений
Евгений Тананика (род. 15 января 1951) — советский украинский легкоатлет, специалист по прыжкам с шестом. Выступал за сборную СССР по лёгкой атлетике в 1970-х годах, чемпион СССР, победитель Спартакиады народов СССР, призёр первенств всесоюзного и республиканского значения, участник ряда крупных международных турниров. Представлял Харьков, спортивное общество «Спартак» и Вооружённые силы.

## Биография
Евгений Тананика родился 15 января 1951 года. Занимался лёгкой атлетикой в Харькове, выступал за Украинскую ССР, добровольное спортивное общество «Спартак» и Вооружённые силы.
Впервые заявил о себе на международном уровне в сезоне 1970 года, когда вошёл в состав советской сборной и выступил на юниорском европейском первенстве в Париже, где в зачёте прыжков с шестом занял пятое место.
В 1971 году одержал победу на чемпионате страны в рамках V летней Спартакиады народов СССР в Москве. Благодаря этой победе удостоился права защищать честь страны на чемпионате Европы в Хельсинки — на предварительном квалификационном этапе прыгнул на 4,90 метра, чего оказалось недостаточно для выхода в финал.
В 1972 году превзошёл всех соперников на зимнем чемпионате СССР в Москве, в матчевой встрече со сборной США в помещении в Ричмонде, на домашних соревнованиях в Харькове.
В 1973 году вновь победил на зимнем чемпионате СССР в Москве, завоевал золото в состязаниях на открытом стадионе в Москве.
В 1974 году получил серебро на зимнем чемпионате СССР в Москве, занял седьмое место на чемпионате Европы в помещении в Гётеборге.
В 1975 году принимал участие в чемпионате страны в рамках VI летней Спартакиады народов СССР в Москве, показал в прыжках с шестом седьмой результат.
В 1976 году взял бронзу на зимнем чемпионате СССР в Москве, получил золото на всесоюзном турнире в Риге.
В 1977 году выиграл серебряную медаль в Риге.
В 1978 году победил на зимнем чемпионате СССР в Москве, установив при этом свой личный рекорд в прыжках с шестом в помещении — 5,45 метра. Позднее на домашних соревнованиях в Харькове одержал победу и установил личный рекорд на открытом стадионе — 5,50 метра. Также в этом сезоне был лучшим в матчевой встрече со сборной США в Беркли, занял пятое место на чемпионате Европы в Праге, превзошёл всех оппонентов на чемпионате СССР в Тбилиси.
В марте 1979 года отметился выступлением на международном турнире в Монреале, где с результатом 5,40 занял первое место.